# Wolność i Demokracja Bezpośrednia
Wolność i Demokracja Bezpośrednia – Tomio Okamura (czes. Svoboda a přímá demokracie – Tomio Okamura, SPD) – skrajnie prawicowa, eurosceptyczna, antyimigracyjna partia polityczna. SPD została założona w maju 2015 roku przez Tomio Okamurę i Radima Fialę. W skład nowego ugrupowania weszło kilku posłów z parlamentarnej grupy Świt – Narodowa Koalicja.

## Poparcie w wyborach

### Wybory doIzby Poselskiej(Izba niższa)
| Wybory | Rezultat | Rezultat   | Mandaty | +/-  | Rząd     |
| Wybory | Głosy    | %          | Mandaty | +/-  | Rząd     |
| ------ | -------- | ---------- | ------- | ---- | -------- |
| 2017   | 538 574  | 10,64 (#4) | 22/200  | Nowa | Opozycja |
| 2021   | 513 910  | 9,56 (#4)  | 20/200  | 2    | Opozycja |

### Wybory doParlamentu Europejskiego
| Wybory | Rezultat | Rezultat  | Mandaty | +/-  |
| Wybory | Głosy    | %         | Mandaty | +/-  |
| ------ | -------- | --------- | ------- | ---- |
| 2019   | 538 574  | 9,14 (#5) | 2/21    | Nowa |

### Wybory regionalne
| Wybory | Rezultat | Rezultat  | Mandaty | +/-  |
| Wybory | Głosy    | %         | Mandaty | +/-  |
| ------ | -------- | --------- | ------- | ---- |
| 2016*  | 127 328  | 5,02 (#6) | 18/675  | Nowa |
| 2020   | 169 978  | 6,13 (#5) | 35/675  | 17   |

*W koalicji z Partią Praw Obywateli.